# Ходячие мертвецы (7-й сезон)
Седьмой сезон американского зомби-апокалиптического телесериала «Ходячие мертвецы», разработанного Фрэнком Дарабонтом на основе одноименной серии комиксов авторства Роберта Киркмана, Тони Мура и Чарли Адларда. Премьера седьмого сезона состоялась 23 октября 2016 года на канале AMC, и он состоит из 16 эпизодов. Исполнительными продюсерами выступили Киркман, Дэвид Алперт, Скотт М. Гимпл, Грег Никотеро, Том Луз и Гейл Энн Хёрд, причём Гимпл является шоураннером уже четвёртый сезон подряд. Седьмой сезон получил смешанные отзывы от критиков. Сезон получил множество номинаций и три награды, среди которых премия «Сатурн» за лучший телесериал в жанре хоррор.
Этот сезон адаптирует материал из выпусков #100—114 из комиксов, и он сосредоточен на жестокой группе выживших, известных как «Спасители», возглавляемой мстительным Ниганом (Джеффри Дин Морган). Он использует численность, мощь и смертельную жестокость, чтобы заставить Рика Граймса (Эндрю Линкольн), его группу выживших и Александрию регулярно делать подношения из своих припасов и оружия для «Спасителей». В конце концов Рик и его группа ищут союзников, чтобы помочь им противостоять Нигану, включая членов общин выживших Хиллтоп, «Королевства», Оушенсайда и Мусорщиков, которые имеют собственные дела с Ниганом и «Спасителями».

## Актёрский состав

### Главные роли
В седьмом сезоне участвуют двадцать основных актёров. В этом сезоне Джеффри Дин Морган и Остин Амелио были повышены до основного актёрского состава, причём Морган был добавлен в начальную заставку сериала, а Амелио указан в графе «также в главных ролях». После выхода первого эпизода в эфир, в актёрском составе произошли многочисленные изменения: Стивен Ён и Майкл Кадлиц были удалены из начальной заставки, а начиная со второго эпизода туда были добавлены Аланна Мастерсон, Джош Макдермитт и Кристиан Серратос, хотя раньше они были указаны в графе «также в главных ролях». Том Пэйн и Ксандер Беркли также были повышены до основного актёрского состава начиная со второго эпизода.

#### Основной состав
- Эндрю Линкольн — Рик Граймс, протагонист сериала и новый лидер Александрии, который вынужден адаптироваться под правление Нигана[5].
- Норман Ридус — Дэрил Диксон, главный охотник группы и вербовщик для Александрии[5].
- Стивен Ён — Гленн Ри, находчивый муж Мэгги, который является моральным компасом группы[5].
- Лорен Коэн — Мэгги Грин, волевая и беременная жена Гленна[5].
- Чендлер Риггз — Карл Граймс, сын Рика, который изо всех сил пытается сохранить свою обновлённую мораль, которой он достиг, проживая в Александрии[5].
- Данай Гурира — Мишонн, воительница с катаной, которая открылась после своей предыдущей одинокой жизни и недавно начала отношения с Риком[5].
- Мелисса Макбрайд — Кэрол Пелетье, сильный член группы, чьи несколько трагедий заставляют её усомниться в своих безжалостных методах[5].
- Майкл Кадлиц — сержант Абрахам Форд, бывший военный сержант, чья переоценка своей жизни привела его к разрыву отношений с Розитой и преследованию Саши[5].
- Ленни Джеймс — Морган Джонс, первый выживший, с которым Рик когда-либо сталкивался, который ставит под сомнение пацифистскую философию, которую он принял[5].
- Соникуа Мартин-Грин — Саша Уильямс, бывший пожарный, девушка Абрахама и страж в Александрии, которая преодолела различные травмы[5].
- Аланна Мастерсон — Тара Чамблер, заботливый член группы, которая нашла сообщество под названием Оушенсайд и изо всех сил пытается сохранить его в секрете[5].
- Джош Макдермитт — Юджин Портер, выживший, который изо всех сил пытается доказать свою ценность группе после того, как лгал им о том, что он знает возможное лекарство от зомби-вируса[5].
- Кристиан Серратос — Розита Эспиноса, прагматичный и заботливый член группы, а также бывшая подруга Абрахама[5].
- Джеффри Дин Морган — Ниган, манипулятивный и тоталитарный лидер «Спасителей», который служит главным антагонистом сезона[5].

#### Также в главных ролях
- Сет Гиллиам — Гэбриэл Стоукс, священник, который сумел завоевать доверие группы после того, как он ранее предал их[5].
- Росс Маркуанд — Аарон, Александрийский вербовщик, который привёл группу Рика в Александрию и служит мостом между двумя фракциями[5].
- Остин Николс — Спенсер Монро, страж в Александрии и единственный выживший из своей семьи[5].
- Остин Амелио — Дуайт, безжалостный, но неохотный член «Спасителей» и один из топ-лейтенантов Нигана, который формирует жестокое враждебное соперничество с Дэрилом[5].
- Том Пэйн — Пол «Иисус» Ровиа, скаут из Хиллтопа, который представил группу Рика их лагерю[5].
- Ксандер Беркли — Грегори, эгоистичный и высокомерный лидер Хиллтопа[5].

### Повторяющиеся роли

#### Александрия
- Кейтлин Нейкон — Энид, изолированный подросток в Александрии, которая образует особую связь с Мэгги и начинает проявлять чувства к Карлу[5].
- Джейсон Дуглас — Тобин, бригадир строительной бригады Александрии, у которого были короткие отношения с Кэрол[1].
- Кори Хоукинс — Хит, поставщик припасов для Александрии и лучший друг Гленна[6].
- Энн Махони[англ.] — Оливия, резидент Александрии, которая следит за поставкой припасов для Александрии[6].
- Кенрик Грин — Скотт, поставщик припасов для Александрии.
- Джордан Вудс-Робинсон — Эрик Райли, муж Аарона и бывший вербовщик.
- Далия Лего — Фрэнсин, член строительной бригады Александрии.
- Тед Хакаби — Брюс, член строительной бригады Александрии.
- Мэнди Кристин Керр — Барбара, жительница Александрии.

#### Колония Хиллтоп
- Р. Кит Харрис — Харлан Карсон, доктор в Хиллтопе.
- Джеймс Чен — Кэл, страж в Хиллтопе.
- Питер Луис Циммерман — Эдуардо, страж в Хиллтопе.
- Карен Сизей — Берти, резидент Хиллтопа.

#### Спасители
- Кристин Евангелиста — Шерри, бывшая жена Дуайта и теперь одна из жён Нигана[7]
- Стивен Огг — Саймон, правая рука Нигана[8]
- Джейсон Уорнер Смит — Гэвин, лейтенант «Спасителей», который напрямую работает с «Королевством».
- Джошуа Микел — Джаред, враждебный член «Спасителей», который работает с Гэвином.
- Элизабет Ладлоу — Арат, высокопоставленный член «Спасителей».
- Майк Сил — Гэри, один из топ-лейтенантов Нигана.
- Мартинес — Дэвид, сексуально озабоченный Спаситель.
- Линдсли Реджистер — Лора, один из топ-лейтенантов Нигана.
- Джошуа Гувер — толстый Джо, Спаситель, который охраняет тюремную камеру Дэрила.
- Гриффин Фримен — Марк, член «Спасителей» и бывший парень Эмбер.
- Рики Рассерт — Крис, один из солдат Нигана.
- Тим Парати — доктор Эмметт Карсон, доктор у «Спасителей» и брат Харлана Карсона.
- Хлоя Аткас — Таня, одна из жён Нигана.
- Элиз Дюфур — Фрэнки, одна из жён Нигана.
- Отем Дайал — Эмбер, бывшая подруга Марка и одна из жён Нигана.

#### Королевство
- Хари Пейтон — Иезекииль, бывший смотритель зоопарка и яркий лидер «Королевства»[9].
- Купер Эндрюс — Джерри, остроумный личный телохранитель Иезекииля.
- Карл Макинен — Ричард, правая рука Иезекииля.
- Логан Миллер[англ.] — Бенджамин, молодой член «Королевства», которого Морган берёт под своё крыло.
- Керри Кэхилл — Дайанн, лучница из «Королевства».
- Дэниел Ньюман — Дэниел, первый член, встреченный «Королевством».
- Карлос Наварро — Альваро, один из лучших солдат Иезекииля.
- Максен Линц — житель «Королевства» и младший брат Бенджамина.
- Джейсон Бёрки — Кевин, житель Королевства.
- Надин Марисса — Набила, жительница и садовница Королевства.

#### Оушенсайд
- Дебора Мэй[англ.] — Натания, лидер Оушенсайда.
- Сидни Парк[англ.] — Синди, внучка Натании.
- Мими Киркланд — Рэйчел, внучка Натании и младшая сестра Синди.
- Бриана Венскус — Беатрис, один из топ-солдат Оушенсайда.
- Николь Барре — Кэти, один из топ-солдат Оушенсайда.

#### Мусорщики
- Поллианна Макинтош — Джадис, необычный лидер группы Мусорщиков.
- Томас Фрэнсис Мёрфи — Брайон, высокопоставленный член группы Мусорщиков.
- Сабрина Дженнарино — Тамиэль, высокопоставленный член группы Мусорщиков.
- Аня Акстин — Фаррон, член группы Мусорщиков, которая вступает в короткое соперничество с Мишонн.

## Производство
30 октября 2015 года AMC продлило «Ходячих мертвецов» на седьмой сезон, состоящий из 16 эпизодов. Съёмки седьмого сезона начались 2 мая 2016 года в Джорджии, а завершились 18 ноября 2016 года. Актёры Джеффри Дин Морган, Ксандер Беркли, Том Пэйн и Остин Амелио были повышены до членов основного актёрского состава сериала в седьмом сезоне, после того как у них были повторяющиеся роли в шестом сезоне. Седьмой сезон включал в себя несколько расширенных эпизодов, идущих дольше, чем их обычное 43-минутная продолжительность (без рекламы). Продолжительность расширенных эпизодов варьировались от 46 до 62 минут.
Финальный эпизод был посвящён памяти американского художника комиксов Берни Райтсона, скончавшегося 18 марта 2017 года.

## Эпизоды
| № общий | № в сезоне | Название                                                                | Режиссёр             | Автор сценария                                | Дата премьеры   | Зрители в США (млн) |
| --- | ---------- | ----------------------------------------------------------------------- | -------------------- | --------------------------------------------- | --------------- | ------------------- |
| 84 | 1          | «Однажды тебя не станет» «The Day Will Come When You Won't Be»          | Грег Никотеро        | Скотт М. Гимпл                                | 23 октября 2016 | 17,03               |
| Ниган жестоко расправляется с двумя членами группы Рика — Абрахамом и Гленном, а самого Рика Ниган подвергает жестокому унижению и в итоге ломает психологически. После этого Ниган объявляет, что община Рика обложена данью, за которой он придёт через неделю, после чего, взяв в заложники Дэрила, уезжает. Саша и Мэгги пешком продолжают путь в Хиллтоп, остальные члены группы едут в Александрию. |            |                                                                         |                      |                                               |                 |                     |
| 85 | 2          | «Колодец» «The Well»                                                    | Грег Никотеро        | Мэттью Негрете                                | 30 октября 2016 | 12,46               |
| Морган и Кэрол попадают в общину, именуемую Королевством, которой руководит бывший служащий зоопарка, которого жители общины называют королём Иезекиилем и который держит при себе огромную тигрицу Шиву. При всей своей эксцентричности Иезекииль довольно грамотный лидер. Но «Спасители» сели и на его шею, а он не желает конфликта с Ниганом, понимая, что сила на его стороне. К неудовольствию Кэрол, король начинает оказывать ей знаки внимания. |            |                                                                         |                      |                                               |                 |                     |
| 86 | 3          | «Клетка» «The Cell»                                                     | Олрик Райли          | Анджела Канг                                  | 6 ноября 2016   | 11,72               |
| Томящийся в плену Дэрил подвергается пыткам. Ниган оценил его способности и предпочитает видеть храбреца у себя на службе, но Дэрил не желает ломаться, даже несмотря на увещевания Дуайта и Шерри. |            |                                                                         |                      |                                               |                 |                     |
| 87 | 4          | «Служба» «Service»                                                      | Дэвид Бойд           | Кори Рид                                      | 13 ноября 2016  | 11,40               |
| Ниган со своей бандой заявляется в Александрию раньше обещанного срока и бесцеремонно грабит её жителей, попутно забрав всё огнестрельное оружие. Сопротивление пытается оказать лишь Карл. Сломленный Рик заявляет членам общины, что отныне здесь главный не он, а Ниган. На вопрос Нигана о судьбе Мэгги, потерявшей мужа, ему демонстрируют её могилу. Розита, ездившая по приказу Дуайта за спрятанным в лесу байком Дэрила, добывает один пистолет и оставляет его у себя. Затем она подбирает стреляную гильзу и просит Юджина сделать ей пулю. |            |                                                                         |                      |                                               |                 |                     |
| 88 | 5          | «Ловкачи» «Go Getters»                                                  | Дарнелл Мартин       | Ченнинг Пауэлл                                | 20 ноября 2016  | 11,00               |
| Мэгги и Саша живут в Хиллтопе, попытки напуганного Грегори выдворить их или подстроить так, чтобы они «случайно» попались заявившимся в селение «Спасителям» во главе с Саймоном, встречают противодействие Иисуса. Он шантажирует Грегори его сделкой с Риком, а девушки решают взять дела в поселении в свои руки. Пока бандиты обчищают Хиллтоп, туда добираются Карл и Энид, которая решила навестить Мэгги. Саша предлагает Иисусу выследить логово «Спасителей» и он тайком забирается в один из их отъезжающих фургонов. Волей случая в этой же машине уже находится Карл. |            |                                                                         |                      |                                               |                 |                     |
| 89 | 6          | «Клятва» «Swear»                                                        | Майкл Э. Сатраземис  | Дэвид Лесли Джонсон-Макголдрик                | 27 ноября 2016  | 10,40               |
| Хит и Тара, не знающие, что происходит в Александрии, уезжают далеко в поисках припасов, но из-за внезапно объявившихся ходячих Тара падает с моста в реку, а Хит гибнет. Течение выносит её в бессознательном состоянии на океанское побережье, где её находят члены ещё одной группы выживших, состоящей только из женщин. Их мужчины были убиты «Спасителями» и теперь они очень подозрительны ко всем чужим. При этом они хорошо вооружены и обеспечены, но ввязываться в чужую войну не намерены. Таре позволяют уйти под честное слово, что об этой общине никто не узнает. Вернувшись в Александрию и узнав о произошедших здесь событиях, Тара грустит. Розита просит её рассказать о том, что она видела в пути, но Тара поклялась и держит слово. |            |                                                                         |                      |                                               |                 |                     |
| 90 | 7          | «Спой мне песню» «Sing Me a Song»                                       | Розмари Родригес     | Анджела Канг и Кори Рид                       | 4 декабря 2016  | 10,48               |
| Иисус и Карл добираются до базы «Спасителей». Карл обманом вынуждает Иисуса спрыгнуть на ходу, а сам остаётся в фургоне с целью убить Нигана. Карл и фургон въезжает на территорию банды. Карл находит оружие, убивает сначала одного бандита и требует появления Нигана, потом второго, но его обезоруживают. Ниган, вопреки ожиданиям Карла, не стремится немедленно причинить ему физические муки, однако пытается причинить муки душевные. Карл узнаёт, что главарь «Спасителей» держит гарем, а его банда живёт по строгим правилам, за нарушение которых следует неминуемая кара: на глазах Карла Ниган прижигает лицо одного из своих людей (Марка) раскалённым утюгом. В это время жители Александрии стараются раздобыть припасы, чтобы было что отдать Нигану: Спенсер находит несколько тайников с пищей, а Рик с Аароном натыкаются на убежище неизвестного человека. Мишонн берёт в плен одну из «Спасителей» и требует ехать к Нигану. Иисусу удаётся незаметно пробраться на базу бандитов, после чего кто-то подсовывает под дверь камеры, в которой содержится Дэрил, записку с фразой «Убегай домой». Ниган с Карлом едут в Александрию, где главарь бандитов обнаруживает Джудит. Розита с пистолетом, в котором есть один патрон, сделанный Юджином, входит в общину и видит, что Ниган здесь. |            |                                                                         |                      |                                               |                 |                     |
| 91 | 8          | «Сердца ещё бьются» «Hearts Still Beating»                              | Майкл Э. Сатраземис  | Мэттью Негрете и Ченнинг Пауэлл               | 11 декабря 2016 | 10,58               |
| Рик и Аарон находят плавучий дом, в котором обнаруживают оружие, припасы и записку "Поздравляю с победой, но вы проиграли", оставленную, видимо, владельцем дома. Во время погрузки ящиков в фургон за ними кто-то наблюдает. Ричард, один из солдат «Королевства», просит Кэрол и Моргана помочь убедить Иезекииля в необходимости нападения на «Спасителей», но терпит неудачу: Морган не хочет чьих-либо смертей, а Кэрол желает оставаться в одиночестве. Гэбриэл убеждает Розиту не убивать немедленно Нигана ценой собственной жизни, а дождаться подходящего момента. С помощью Иисуса Дэрил бежит с базы «Спасителей», убив одного из членов банды и завладев его револьвером. В Александрии люди Нигана разгружают доставленные Риком и Аароном припасы и обнаруживают в одном из ящиков записку из плавучего дома. Её содержимое выводит их из себя и они жестоко избивают Аарона. Спенсер предпринимает попытку наладить отношения с Ниганом посредством алкоголя и игры в бильярд, после чего предлагает свою кандидатуру на место лидера общины. Однако Ниган называет его трусом и хладнокровно убивает на глазах местных жителей. Потрясённая Розита выхватывает пистолет и стреляет, но самодельная пуля застревает в бейсбольной бите Нигана. Он требует назвать имя человека, сделавшего пулю. Розита берёт вину только на себя, но Ниган не верит, по его приказу убивают Оливию, после чего Юджин сознаётся. Ниган верит и покидает Александрию, забрав Юджина с собой. Вечером в общину возвращается Мишонн, которой удалось узнать местоположение лагеря «Спасителей». Она убеждает Рика не падать духом и бороться с бандой ради Джудит и Карла. Розита, Тара, Карл, Рик и Мишонн отправляются в Хиллтоп, где их встречает Мэгги, ставшая неформальным лидером этой общины, а также Саша, Энид, Дэрил и Иисус. Рик говорит, что готов сражаться за их общее будущее, и Дэрил отдаёт Рику его револьвер. После титров показана ночная Александрия, на которую из-за стены смотрит в бинокль тот же человек, который наблюдал за Риком и Аароном возле плавучего дома. |            |                                                                         |                      |                                               |                 |                     |
| 92 | 9          | «Камень на дороге» «Rock in the Road»                                   | Грег Никотеро        | Анджела Канг                                  | 12 февраля 2017 | 12,00               |
| Гэбриэл входит в кладовку, забирает оттуда все продукты по некоему списку и уезжает на машине. Грегори отказывает Рику и его группе в общей атаке против «Спасителей», однако жители Хиллтопа хотят научиться бороться с ними. Люди Рика приезжают в Королевство, где встречают Моргана и просят Иезекииля объединиться в общей борьбе, однако король отказывает им. Дэрил остаётся в Королевстве, рассчитывая переубедить Иезекииля. На обратном пути в Александрию машина Рика упирается в установленное «Спасителями» заграждение на шоссе, состоящее из автомобилей и растяжки со взрывчаткой. Неподалёку Карл замечает их базу. По рации все узнают, что «Спасители» направляются в Александрию, надеясь найти там сбежавшего Дэрила. Попытке обезвредить ловушку и забрать взрывчатку мешает появившееся на дороге стадо мертвецов. В итоге ходячие взрываются. Группа Рика прибывает в Александрию, следом за ними приезжают «Спасители» и переворачивают общину вверх дном. Рик, Мишонн, Розита, Тара и Аарон приезжают к плавучему дому, надеясь найти там пропавшего Гэбриэла. Внезапно их окружает какая-то банда, состоящая в основном из девушек. |            |                                                                         |                      |                                               |                 |                     |
| 93 | 10         | «Новые лучшие друзья» «New Best Friends»                                | Джеффри Ф. Дженьюари | Ченнинг Пауэлл                                | 19 февраля 2017 | 11,08               |
| Ричард дарит Дэрилу арбалет и предлагает объединить усилия в борьбе против «Спасителей», устроив засаду на один из их патрулей. По его плану, месть бандитов должна будет направлена на Кэрол, дабы после её смерти было легче убедить неравнодушного к ней Иезекииля на восстание. Дэрил мешает осуществлению этого замысла. Группа Рика, так же как и Гэбриэл ранее, попадает в плен к людям, живущим на огромной свалке. В ответ на предложение объединиться против «Спасителей» их лидер, Джадис, вынуждает Рика сразиться с ходячим, в которого вмонтировано множество шипов и лезвий. Рик проходит испытание и выходит победителем из схватки. Выяснилось, что жители свалки давно имели желание проникнуть на плавучий дом и видели, как это сделали Рик и Аарон. Затем они схватили Гэбриэла и не найдя в кладовой Александрии припасов, которые считали своими, заставили его отдать им всё, что в ней было. Рик заключает с Джадис сделку: её люди получат оружие для сражения со «Спасителями» и треть добычи после победы над ними. Кроме того, они вернут половину припасов, украденных из кладовой. Дэрил находит Кэрол. На её вопрос о том, всё ли в порядке в Александрии и все ли живы после встречи со «Спасителями», он отвечает положительно. На следующее утро Дэрил покидает Королевство и направляется в Хиллтоп. |            |                                                                         |                      |                                               |                 |                     |
| 94 | 11         | «Враги и бедствия» «Hostiles and Calamities»                            | Кари Скогланд        | Дэвид Лесли Джонсон-Макголдрик                | 26 февраля 2017 | 10,42               |
| Ниган предоставляет Юджину отдельную комнату со всеми удобствами и выражает восхищение его интеллектом. После побега Дэрила пропадает Шерри — одна из жён Нигана. Её бывший муж Дуайт, посланный на поиски, находит лишь записку, в которой Шерри признаётся ему в том, что устроила побег Дэрила. Дуайт говорит Нигану, что Шерри мертва, после чего подставляет доктора Карсона. Ниган обвиняет доктора в том, что именно он организовал побег Дэрила, и сжигает его заживо в печи на глазах своих людей и Юджина. Две жены Нигана, Таня и Френки, просят Юджина сделать две таблетки со смертельным ядом, якобы для ещё одной жены — Эмбер, желающей покончить жизнь самоубийством. Юджин производит яд, но догадывается, что он предназначен для Нигана, и не отдаёт его. Ниган предлагает Юджину стать одним из «Спасителей» и получает положительный ответ. |            |                                                                         |                      |                                               |                 |                     |
| 95 | 12         | «Скажи "да"» «Say Yes»                                                  | Грег Никотеро        | Мэттью Негрете                                | 5 марта 2017    | 10,16               |
| Рик с Мишонн вторые сутки колесят по округе и находят заброшенный парк аттракционов, за оградой которого бродят ходячие, которые раньше были военными. Зачистив территорию, они получают богатую добычу — большое количество огнестрельного оружия и армейских сухпайков. Шестьдесят три ствола доставлены группе Джадис, но она требует большее количество. Тара рассказывает Рику про общину Оушенсайд. Розита и Саша решают не ждать начала общего восстания против «Спасителей», а совершить покушение на Нигана с помощью снайперской винтовки. |            |                                                                         |                      |                                               |                 |                     |
| 96 | 13         | «Похороните меня здесь» «Bury Me Here»                                  | Олрик Райли          | Скотт М. Гимпл                                | 12 марта 2017   | 10,68               |
| «Спасители» во время очередной передачи им продовольствия из Королевства недосчитываются одной дыни и обвиняют Иезекииля в невыполнении условий заключённой сделки. В качестве наказания они убивают Бенджамина. Морган выясняет, что дыню спрятал Ричард, в надежде на то, что он сам станет жертвой, после чего Иезекииль решится восстать против угнетателей. На следующий день Морган душит Ричарда на глазах Иезекииля и «Спасителей», прибывших забрать недостающую дыню. Затем он рассказывает Кэрол правду о том, что случилось с жителями Александрии в её отсутствие и заявляет о намерении уничтожить всех «Спасителей». Кэрол покидает свой дом и перебирается в Королевство. |            |                                                                         |                      |                                               |                 |                     |
| 97 | 14         | «Другая сторона» «The Other Side»                                       | Майкл Э. Сатраземис  | Анджела Канг                                  | 19 марта 2017   | 10,32               |
| Прибывшие в Хиллтоп «Спасители» забирают с собой единственного врача общины. Дэрилу и Мэгги удаётся спрятаться от них в подвале. Саша и Розита отправляются убивать Нигана, но выстрелить из снайперской винтовки не получается. Обнаружив, что Юджин сотрудничает со «Спасителями», они пытаются его (как им кажется) освободить, но он отказывается возвращаться в Александрию. Саша не предоставляет Розите шанса на вторую попытку покушения, заявив, что ей ещё рано умирать. Расстроенная и разгневанная Розита бежит прочь и натыкается на какого-то мужчину. |            |                                                                         |                      |                                               |                 |                     |
| 98 | 15         | «То, что им нужно» «Something They Need»                                | Майкл Словис         | Кори Рид                                      | 26 марта 2017   | 10,54               |
| Саша попадает в плен к «Спасителям». Ниган предлагает ей присоединиться к ним. Саша просит Юджина принести ей какое-либо огнестрельное или холодное оружие, с помощью которого она якобы могла бы совершить самоубийство. Юджин выполняет её просьбу, но приносит сделанный им яд. Группа Рика, ведомая Тарой, без кровопролития захватывает общину Оушенсайд и забирает всё оружие. В Александрии они встречают Розиту, которая привела с собой встреченного ею Дуайта. Он заявляет Рику, что хочет помочь. |            |                                                                         |                      |                                               |                 |                     |
| 99 | 16         | «Первый день оставшейся жизни» «The First Day of the Rest of Your Life» | Грег Никотеро        | Скотт М. Гимпл, Анджела Канг и Мэттью Негрете | 2 апреля 2017   | 11,31               |
| «Спасители» во главе с Ниганом отправляются в Александрию, в которой активно происходит подготовка к противостоянию. Саша, которую «Спасители» везут с собой в гробу, принимает яд, который ей дал Юджин. Дуайт обретает доверие Рика и становится его человеком в рядах «Спасителей». Во время приезда неприятелей Джадис и её люди предают александрийцев, и ничего не подозревающий Ниган демонстрирует Рику и остальным Сашу, которая мутировала в ходячего. Она нападает на Нигана, в этот момент александрийцы начинают бой с изменниками и «Спасителями». Джадис ранит Рика и берёт его в заложники, после чего стрельба останавливается. Ниган ставит Рика и Карла на колени и собирается убить последнего с помощью своей биты Люсиль, но за мгновенье до удара на «Спасителей» нападает Иезекииль со своей Шивой и людьми из Королевства, а также Мэгги и группа из Хиллтопа. Начинается крупная перестрелка, в ходе которой «Спасителям» и людям со свалки с немалыми потерями приходится оставить Александрию. После тяжелого боя Рик отыскивает израненную в рукопашной драке Мишонн, Дэрил находит знак от Дуайта, который не знал об измене Джадис и её людей, Иисус и Мэгги встречают и убивают Сашу-ходячую, а александрийцы, жители Королевства и Хиллтопа полноценно объединяются перед предстоящей войной с Ниганом и «Спасителями». |            |                                                                         |                      |                                               |                 |                     |

## Реакция

### Реакция критиков
Седьмой сезон «Ходячих мертвецов» получил смешанные отзывы от критиков. На сайте Rotten Tomatoes рейтинг сезона составляет 66% на основе 16 отзывов, со средней оценкой 6,97/10. Критический консенсус сайта гласит: «Повышенная глубина персонажей и эффективное построение мира помогают „Ходячим мертвецам“ преодолеть утомительную зависимость от чрезмерного, беспричинного насилия».
Первый эпизод сезона, «Однажды тебя не станет», подвергся критике из-за количества насилия, показанного в эпизоде, причём один писатель назвал его эквивалентом «пыточного порно». В дальнейшем первая половина седьмого сезона получила одни из самых низких критических рейтингов шоу. Исполнительный продюсер шоу Гейл Энн Хёрд утверждала, что в свете отрицательных отзывов они укротили некоторые из наиболее ужасных сцен, которые были в эпизодах, снятых во второй половине сезона. Хёрд сказала, что «это не шоу, которое является пыточным порно... Давайте удостоверимся, что мы не пересекаем эту черту». Однако это утверждение было опровергнуто исполнительными продюсерами Скоттом М. Гимплом и Грегом Никотеро. Гимпл сказал, что насилие, использованное в эпизоде, было «заявлено по определённой причине», в частности, что «была цель травмировать этих персонажей до такой степени, что, возможно, они были бы послушны до конца своей жизни», но отметил, что он чувствовал, что этот эпизод не должен представлять «базовый уровень насилия, который обязательно должен быть в шоу». На Rotten Tomatoes рейтинг этого эпизода составляет 67%, со средней оценкой 7,03 из 10, на основе 54 отзывов. Консенсус сайта гласит: «Нагруженный воспоминаниями „Однажды тебя не станет“ медленно приносит отдачу от финала предыдущего сезона — но в конечном счёте приносит садистские акты выворачивающего внутренности насилия, которые подтолкнут фанатов „Ходячих мертвецов“ к их пределу».
| Графики недоступны из-за технических проблем. См. информацию на Фабрикаторе и на mediawiki.org. - Сезон 7 (2016–17): Процент положительных отзывов на сайте Rotten Tomatoes |

### Награды
На 43-й церемонии премии «Сатурн», сериал победил в двух категориях: лучший телеактёр (Эндрю Линкольн) и лучшая гостевая роль в телесериале (Джеффри Дин Морган). Дополнительными номинациями были лучший телеактёр второго плана (Норман Ридус), лучшая телеактриса второго плана (Данай Гурира и Мелисса Макбрайд) и лучшая роль молодого актёра в телесериале (Чендлер Риггз).
Первая половина сезона была номинирована на премию Гильдии киноактёров США за лучший каскадёрский ансамбль в телесериале на 23-й церемонии вручения премии. Кроме того, за исполнение роли Нигана в первой половине сезона, Джеффри Дин Морган был номинирован в категории лучший приглашённый актёр в драматическом сериале на 7-й церемонии вручения премии «Выбор телевизионных критиков», а также за его появление в финальном эпизоде шестого сезона, «Последний день на Земле». Морган также был номинирован на 26-й церемонии премии MTV Movie & TV Awards в категориях лучший актёр в телешоу и лучший злодей, победив в последней категории.

### Рейтинги
Премьеру седьмого сезона «Ходячих мертвецов» («Однажды тебя не станет») посмотрело 17,03 миллионов зрителей во время первого показа на AMC в США. Количество зрителей неуклонно снижалось каждую неделю после премьеры, пока не вышел седьмой эпизод («Спой мне песню»), а шестой эпизод («Клятва») опустился до 10,40 миллионов зрителей, что стало самым низким рейтингом со времён третьего сезона. Количество зрителей увеличилось до 12 миллионов в девятом эпизоде («Камень на дороге»), после чего количество началось снижаться до двенадцатого эпизода («Скажи „да“»), достигнув минимума сезона с 10,16 миллионами зрителей.
| №  | Название                       | Дата показа     | Рейтинг (18—49) | Зрителей (миллионов) | DVR (18—49) | Зрителей DVR (миллионов) | Всего (18—49) | Всего зрителей (миллионов) |
| -- | ------------------------------ | --------------- | --------------- | -------------------- | ----------- | ------------------------ | ------------- | -------------------------- |
| 1  | «Однажды тебя не станет»       | 23 октября 2016 | 8,4             | 17,03                | 2,3         | 4,50                     | 10,7          | 21,53                      |
| 2  | «Колодец»                      | 30 октября 2016 | 6,1             | 12,46                | 2,9         | 5,49                     | 9,0           | 17,95                      |
| 3  | «Клетка»                       | 6 ноября 2016   | 5,7             | 11,72                | 2,9         | 5,49                     | 8,6           | 17,21                      |
| 4  | «Служба»                       | 13 ноября 2016  | 5,4             | 11,40                | 2,3         | 4,32                     | 7,7           | 15,721                     |
| 5  | «Ловкачи»                      | 20 ноября 2016  | 5,2             | 11,00                | 2,7         | 5,31                     | 7,9           | 16,31                      |
| 6  | «Клятва»                       | 27 ноября 2016  | 4,9             | 10,40                | 2,5         | 4,69                     | 7,4           | 15,10                      |
| 7  | «Спой мне песню»               | 4 декабря 2016  | 5,0             | 10,48                | 2,7         | 5,29                     | 7,7           | 15,78                      |
| 8  | «Сердца ещё бьются»            | 11 декабря 2016 | 5,1             | 10,58                | 2,8         | 5,42                     | 7,9           | 16,02                      |
| 9  | «Камень на дороге»             | 12 февраля 2017 | 5,7             | 12,00                | 2,5         | 4,82                     | 8,2           | 16,84                      |
| 10 | «Новые лучшие друзья»          | 19 февраля 2017 | 5,3             | 11,08                | 2,6         | 5,08                     | 7,9           | 16,17                      |
| 11 | «Враги и бедствия»             | 26 февраля 2017 | 5,0             | 10,43                | 2,7         | 5,32                     | 7,7           | 15,76                      |
| 12 | «Скажи „да“»                   | 5 марта 2017    | 4,7             | 10,16                | 1,9         | 3,50                     | 6,6           | 13,671                     |
| 13 | «Похороните меня здесь»        | 12 марта 2017   | 4,9             | 10,68                | 2,0         | 3,74                     | 6,9           | 14,43                      |
| 14 | «Другая сторона»               | 19 марта 2017   | 4,7             | 10,32                | 2,3         | 4,45                     | 7,0           | 14,78                      |
| 15 | «То, что им нужно»             | 26 марта 2017   | 4,9             | 10,54                | 2,1         | 4,22                     | 7,0           | 14,77                      |
| 16 | «Первый день оставшейся жизни» | 2 апреля 2017   | 5,4             | 11,31                | 2,6         | 5,09                     | 8,0           | 16,42                      |

↑  Рейтинги Live +7 были недоступны, так что вместо них были использованы рейтинги Live +3.

## Домашние носители
Седьмой сезон был выпущен на Blu-ray и DVD в регионе 1 22 августа 2017 года, во регионе 2 25 сентября 2017 года, и в регионе 4 27 сентября 2017 года. Комплект «Limited Edition Spike Walker Statue», который является эксклюзивным на Amazon.com, был выпущен 24 октября 2017 года, и он был создан компанией McFarlane Toys, чтобы отдать дань уважения персонажу зомби, показанному в эпизоде седьмого сезона, «Новые лучшие друзья».